# 77 (число)
Вижте пояснителната страница за други значения на 77.
77 (седемдесет и седем) е естествено, цяло число, следващо 76 и предхождащо 78.
Седемдесет и седем с арабски цифри се записва „77“, а с римски цифри – „LXXVII“. Числото 77 е съставено от две цифри от позиционните бройни системи – 7 (седем).

## Общи сведения
- 77 е нечетно число.
- 77 е атомният номер на елемента иридий.
- 77-ият ден от годината е 18 март.
- 77 е година от Новата ера.

## Любопитни факти
- 77 е късметлийско число.
- Генеалогията на Библията изброява 77 поколения от Адам до Исус.
- В съответствие с поредни числа в латинската азбука английската дума Christ (Исус) е C = 3, H = 8, R = 18, I = 9, S = 19, T = 20, което заедно дава 77.